# Trešnjevica, Arilje
Trešnjevica (izvirno srbsko Трешњевица) je naselje v Srbiji, ki upravno spada pod Občino Arilje; slednja pa je del Zlatiborskega upravnega okraja.

## Demografija
V naselju živi 708 polnoletnih prebivalcev, pri čemer je njihova povprečna starost 40,0 let (40,0 pri moških in 40,1 pri ženskah). Naselje ima 258 gospodinjstev, pri čemer je povprečno število članov na gospodinjstvo 3,57.
To naselje je, glede na rezultate popisa iz leta 2002, skoraj popolnoma srbsko.
|  |

| Demografija | Demografija     | Demografija     |
| Leto        | Št. prebivalcev | Št. prebivalcev |
| ----------- | --------------- | --------------- |
|             |                 |                 |
|             |                 |                 |
|             |                 |                 |
|             |                 |                 |
| 1948        | 1366            |                 |
| 1953        | 1438            |                 |
| 1961        | 1385            |                 |
| 1971        | 1222            |                 |
| 1981        | 1037            |                 |
| 1991        | 991             | 978             |
| 2002        | 937             | 920             |
|             |                 |                 |

| Etnična sestava po popisu iz leta 2002 | Etnična sestava po popisu iz leta 2002 | Etnična sestava po popisu iz leta 2002 | Etnična sestava po popisu iz leta 2002 | Etnična sestava po popisu iz leta 2002 |
| -------------------------------------- | -------------------------------------- | -------------------------------------- | -------------------------------------- | -------------------------------------- |
| Srbi                                   | Srbi                                   |                                        | 888                                    | 96,52%                                 |
| Jugoslovani                            | Jugoslovani                            |                                        | 31                                     | 3,36%                                  |
| Črnogorci                              | Črnogorci                              |                                        | 1                                      | 0,10%                                  |
| Neznano                                | Neznano                                |                                        | 0                                      | 0,0%                                   |